# Farida Khanawadi, Athni
Farida Khanawadi là một làng thuộc tehsil Athni, huyện Belgaum, bang Karnataka, Ấn Độ.